# Fuad I
Fuad I (àrab: فؤاد الأول, Fu'ād al-Awwal), nascut Ahmed Fuad (Guiza, 26 de març de 1868 – el Caire, 28 d'abril de 1936) fou sultà d'Egipte (1917) i després rei d'Egipte i Sudan (1922) i sobirà de Núbia, Kordofan i Darfur. Era fill del kediv Ismaïl Paixà i de la circassiana Farial Kadin, i besnet de Muhammad Ali.

## Regnat
El 1879 va marxar a l'exili amb el seu pare el kediv Ismaïl Paixà, destituït per la Porta otomana. Va estudiar a Suïssa i a Itàlia on el 1885 va iniciar estudis militars. Fou agregat militar otomà a Viena. Va retornar a Egipte el 1892 i fou rector de la Universitat del Caire del 1908 al 1913. Mort el seu germà Husayn Kamil el 9 d'octubre de 1917 va pujar al tron.
Durant el seu regnat el partit Wafd era el grup més influent sota la direcció de Saad Zaghlul; El Wafd es va oposar a la presència britànica i va combatre els britànics fins i tot després de l'armistici d'11 de novembre de 1918. Vagues i manifestacions el 1919 i 1921 van obligar a Gran Bretanya a reconèixer la independència d'Egipte el 1922.

## Independència d'Egipte
Fuad va agafar el títol de rei d'Egipte (i del Sudan) el 15 de març de 1922. El 19 d'abril de 1923 va promulgar una constitució que limitava els seus poders i les eleccions del 1924 van donar la victòria al Wafd. Diversos conflictes i dificultats amb Gran Bretanya per la renovació del tractat va crear diverses crisis; el parlament fou dissolt fins a quatre vegades però les noves eleccions donaven sempre la majoria al Wafd (1925, 1926, 1929) fins a les darreres el 1931 que el Wafd va boicotejar. Tot i les seves victòries només tres ministeris foren dirigits pel Wafd (Zaghlul va morir el 1927). Finalment el 1930 la constitució fou derogada i substituïda per una altra que limitava el poder del Parlament, però la constitució de 1923 fou restablerta el 1935.

## Governs
- 9 d'octubre de 1917 (ja exercia des del 5 abril 1914) - 12 abril 1919 Hussein Rushdi Pasha
- 21 maig 1919 - 19 novembre 1919 Muhammad Said Pasha
- 19 novembre 1919 - 20 maig 1920 Yusuf Wahba Pasha
- 20 maig 1920 - 16 març 1921 Muhammad Tawfiq Nasim Pasha
- 16 març 1921 - 1 març 1922 Adli Yakan Pasha (Partit Liberal Constitucional)
- 1 març 1922 - 30 novembre 1922 Abdel Khalek Sarwat Pasha (Partit Liberal Constitucional)
- 30 novembre 1922 - 15 març 1923 Muhammad Tawfiq Nasim Pasha
- 15 març 1923 - 26 gener 1924 Abdel Fattah Yahya Ibrahim Pasha
- 26 gener 1924 - 24 novembre 1924 Saad Zaghlul Pasha (Wafd)
- 24 novembre 1924 - 7 juny 1926 Ahmad Ziwar Pasha (Partit Federal)
- 7 juny 1926 - 26 abril 1927 Adli Yakan Pasha (Partit Liberal Constitucional)
- 26 abril 1927 - 16 març 1928 Abdel Khalek Sarwat Pasha (Partit Liberal Constitucional)
- 16 març 1928 - 27 juny 1928 Mustafa an-Nahhas Pasha (Wafd)
- 27 juny 1928 - 4 octubre 1929 Muhammad Mahmoud Pasha (Partit Liberal Constitucional)
- 4 octubre 1929 - 1 gener 1930 Adli Yakan Pasha (Partit Liberal Constitucional)
- 1 gener 1930 - 20 juny 1930 Mustafa an-Nahhas Pasha (Wafd)
- 20 juny 1930 - 22 setembre 1933 Ismail Sedki Pasha (Partit del Poble)
- 22 setembre 1933 - 15 novembre 1934 Abdel Fattah Yahya Ibrahim Pasha (Partit de la Unió)
- 15 novembre 1934 - 30 gener 1936 Muhammad Tawfiq Nasim Pasha (Partit de la Unió)
- 30 gener 1936 - (en funcions fins al 9 maig 1936) Ali Maher Pasha (Partit de la Unió)

Va morir el 28 d'abril de 1936. El 26 d'agost de 1936, després de la conquesta italiana d'Etiòpia, Egipte va signar finalment a Londres el tractat amb Gran Bretanya. El 9 de maig de 1936 el seu fill i successor Faruk I va nomenar primer ministre a Mustafa an-Nahhas Pasha, del Wafd.

## Família
Es va casar al Caire el 30 de maig de 1895 (repetit el casament el 14 de febrer de 1896) amb la seva cosina Shivakiar Khanum Efendi (1876-1947) filla del príncep Ibrahim Fahmi Ahmad Pasha (de la que es va divorciar el 1898). Van tenir dos fills:
- Ismail Fuad (mort infant, 1896-1896)
- Fawkia (filla, 1897-1974)

Es va casar en segones noces al Caire el 26 de maig de 1919 amb Nazli Sabri (1894-1978) filla de Abd al-Rahim Pasha Sabri i de Tawfika Khanum Sharif. Van tenir un fill i quatre filles: 
- Faruk I (1920-1965)
- Fawzia (emperadriu consort d'Iran) (1921-)
- Faiza (1923-1994)
- Faika (1926-1983)
- Fathiya (1930-1976)

## Títols
- 1868-1917: Son Altesa Ahmed Fuad Pasha
- 1917-1922: Sa Altesa Fuad I, Sultà d'Egipte, sobirà de Núbia, del Sudan, de Kordofan i de Darfur
- 1922-1936: Sa Majestat Fuad I, rei d'Egipte i de Sudan, sobirà de Núbia, de Kordofan i de Darfur